# Chivilcoy
Chivilcoy è una città argentina della provincia di Buenos Aires capoluogo del partido omonimo.

## Geografia
Chivilcoy è situata nella regione della Pampa, a 167 km a sud-ovest da Buenos Aires.

## Storia
Chivilcoy è stata fondata il 22 ottobre 1854 su iniziativa delle autorità della provincia di Buenos Aires, all'epoca de facto indipendente dal resto della Confederazione Argentina. Il nuovo insediamento fu popolato prevalentemente da immigrati italiani, spagnoli e svizzeri. Nel 1866 fu raggiunta dalla ferrovia proveniente dalla capitale.

## Monumenti e luoghi d'interesse
- Chiesa di San Pietro Apostolo
- Palazzo Municipale

## Cultura

### Istruzione

#### Musei
- Complesso Storico Chivilcoy
- Museo d'Arti Plastiche "Pompeo Boggio"

## Infrastrutture e trasporti
Chivilcoy è situata all'intersezione tra la strada nazionale 5, arteria che unisce Buenos Aires a Santa Rosa, e le provinciali 30 e 51.

## Amministrazione

### Gemellaggi
Chivilcoy è gemellata con:
- Menfi, dal 1999
- Bogliasco, dal 2014 (gemellaggio ufficialmente sancito con Ordinanza del Consiglio Municipale di Chivilcoy n. 7584 - Expediente 4031-144596 - del 10 aprile 2014 e con Delibera del Consiglio Comunale di Bogliasco n. 16 del 19 maggio 2014)

### Scambi culturali
- Barcellona Pozzo di Gotto, dal 2015 (scambio culturale tra la Pro Loco "Alessandro Manganaro" nella figura del vice presidente Giuseppe Giunta e Laura Boleso archivista del Complejo Historico Municipal de Chivilcoy e tra la Società Operaia di Mutuo Soccorso e la Asociación Socorros Mutuos "Italia" di Chivilcoy).

## Sport
La principale società sportiva locale è l'Independiente di Chivilcoy.